# Cherrus
Cherrus är ett släkte av skalbaggar. Cherrus ingår i familjen vivlar.

## Dottertaxa tillCherrus, i alfabetisk ordning[1]
- Cherrus aureolus
- Cherrus australis
- Cherrus bulbifer
- Cherrus coenosus
- Cherrus ebeninus
- Cherrus inconspicuus
- Cherrus infaustus
- Cherrus iodimerus
- Cherrus leucophaeus
- Cherrus longulus
- Cherrus mastersi
- Cherrus maurulus
- Cherrus mistothes
- Cherrus nanus
- Cherrus nitidilabris
- Cherrus ocularis
- Cherrus opatrinus
- Cherrus plebejus
- Cherrus punctipennis
- Cherrus ruficornis
- Cherrus silaceus
- Cherrus simplicipennis
- Cherrus squalidus
- Cherrus strigiceps
- Cherrus vestitus